# Матера (женский волейбольный клуб)
«Матера» (Pallavolo Femminile (PvF) Matera) — итальянский женский волейбольный клуб из одноимённого города. Функционировал в 1976—2000 годах.
Команда клуба носила названия: «Либертас Матерана» (до 1988), «Пескопагано» (1988—1991), «Калья Салотти» (1991—1992), «Латте Руджада» (1992—1996), «Пармалат» (1996—1998), «Латте Лукано» (1998—2000). 

## Достижения
- 4-кратный чемпион Италии — 1992—1995;
  - двукратный бронзовый призёр чемпионатов Италии — 1990, 1991.
- трёхкратный обладатель Кубка Италии — 1993—1995;
- двукратный победитель Кубка европейских чемпионов — 1993, 1996;
  - бронзовый призёр Кубка европейских чемпионов 1994.
- двукратный победитель Кубка Европейской конфедерации волейбола (ЕКВ) — 1991, 1992;
- победитель Суперкубка ЕКВ 1993.
- серебряный призёр чемпионата мира среди клубных команд 1994.

## История
В 1976 году в итальянском городе Матера был образован волейбольный клуб «Либертас Матерана». Команда клуба до середины 1980-х играла в региональных соревнованиях и низших лигах итальянского волейбольного первенства, а в 1985 вышла в серию А2 — второй по значимости дивизион чемпионата Италии. В 1988 году команда первенствовала в одной из групп серии А2 и обеспечила себе повышение в классе — переход в серию А1. Тогда же основным спонсором клуба стал региональный банк «Пескопагано» (Banca Popolare di Pescopagano), по которому стала называться команда.
В 1990 к команде пришёл первый успех. Волейболистки из Матеры дошли до полуфинала чемпионата страны, став в итоге бронзовыми призёрами первенства. Такой же результат был показан и в 1991 году. В том же сезоне (1990—1991) команда «Пескопагано» дебютировала в еврокубковом турнире, приняв участие в розыгрыше Кубка европейской конфедерации волейбола (ЕКВ). С ходу выйдя в финальный турнир, команда в полуфинале со счётом 3:1 одолела турецкий «Вакыфбанк», а в решающем матче разгромила соотечественниц из команды «Бралья Кучине» (Реджо-нель-Эмилия).
В 1991 у клуба появился новый спонсор — фирма по производству и продаже мебели «Калья Салотти» (Calia Salotti) и с новым именем команда вошла в новый сезон 1991—1992, принесший ей первое «золото» национального чемпионата. В полуфинале серии А1 Матера выбила из борьбы за «скудетто» бессменного на протяжении 11 лет чемпиона Италии — «Олимпию Теодору» из Равенны, а в финале переиграла «Сирио» из Перуджи. Немногим ранее в Матере прошёл финал четырёх Кубка ЕКВ, в котором хозяйки решающей стадии вновь, как и годом ранее, завоевали почётный трофей, со счётом 3:0 победив в финале итальянскую команду «Изола Верде» из Модены. К этим успехам Матеру привёл тренер Джорджо Барбьери. Ведущими игроками команды были связующая Анна Мария Марази, американская нападающая Прикеба Фиппс, Жизель Гавио из Бразилии, венгерка Кристина Фекете, а также итальянки Паола Франко, Консуэло Маньифеста, Барбара Леони. 
В 1992 году клуб перешёл под патронаж итальянской корпорации по производству молочных и других пищевых продуктов «Пармалат». По имени её филиала в Матере «Латте Руджада» (Latte Rugiada) стала называться команда. Сезон 1992—1993 был отмечен победами волейболисток из Матеры во всех турнирах, в которых они принимали участие — чемпионате и Кубке Италии и Кубке европейских чемпионов. В финальной серии чемпионата страны в трёх матчах была повержена Равенна. Она же была побеждена со счётом 3:1 и в финале Кубка чемпионов. Плюс к этому в том же (1993) году в первом розыгрыше Суперкубка Европы «Латте Руджада» в трёх партиях обыграла победителя Кубка обладателей кубков германский КЮД (Берлин). Из состава годичной давности по прежнему в строю были Марази, Фиппс, Гавио, Маньифеста, Франко. Свой вклад в триумфальный сезон команды внесли новички — перуанка Габриэла Перес дель Солар, итальянки Лаура Кампанале, Джузеппина Ди Фонцо и Франческа Ваннини.
В 1993 году главный тренер Барбьери перебрался в Модену, возглавив местную команду. Новым наставником «Латте Руджады» был назначен 29-летний Массимо Барболини, для которого это стало карьерным дебютом в качестве главного тренера женской волейбольной команды. Смена руководителя не оказала негативного воздействия на результаты команды в национальных турнирах сезона 1993—1994, тем более, что в основном был сохранён победный состав (из именитых новичков прибавилась только российско-хорватская центральная блокирующая Елена Чебукина). В регулярном первенстве волейболистки Матеры уверенно заняли 1-е место, а в финале плей-офф не оставили шансов команде прежнего наставника «Изоле Верди» (Модена), обыграв её во всех трёх матчах финальной серии. Также «Латте Руджада» первенствовала и в розыгрыше Кубка страны, а вот в Кубке европейских чемпионов итальянки в полуфинале уступили российской «Уралочке» 2:3, но в поединке за «бронзу» в трёх сетах победили чешский «Оломоуц». В ноябре 1994 команда приняла участие в клубном чемпионате мира, обыграв в полуфинале «Уралочку» 3:0, но в финале с тем же счётом проиграла бразильской «Лейте де Моса».
Столь же успешным стал итог выступления «Латте Руджады» и во внутренних турнирах сезона 1994—1995. Команда вновь дошла до финала чемпионата Италии, где уже в упорной борьбе сломила сопротивление Модены (3-2 в серии), выиграв «скудетто» уже в 4-й раз подряд. 4-кратными чемпионками страны в составе Матеры стали Паола Франко, Прикеба Фиппс, Консуэло Маньифеста и Анна Мария Марази. Кубок Италии также достался волейболисткам Матеры, а вот в розыгрыше Кубка европейских чемпионов команда неожиданно осталась без медалей, уступив в полуфинале «Уралочке» 1:3, а в поединке за 3-е место — украинской «Искре» из Луганска 0:3.
Сезон 1995—1996 принёс команде из Матеры второй в своей истории успех в Кубке европейских чемпионов. В финальном турнире, проходившем в столице Австрии Вены, «Латте Руджаде» пришлось встретиться с теми же соперниками, что и год назад и реванш итальянским волейболисткам вполне удался. В полуфинале они уверенно победили «Искру», а в финале в упорнейшем матче сломили сопротивление «Уралочки» 3:2, проигрывая по ходу решающей встречи 1:2. А вот чемпионат страны для волейболисток Матеры неожиданно окончился уже на четвертьфинальной стадии.
С 1996 результаты команды стали неуклонно ухудшаться в связи со снижением финансирования со стороны основного спонсора и появлением новых серьёзных соперников. За последующие 4 года волейболисткам Матеры в чемпионате Италии уже ни разу не удалось пройти дальше четвертьфинала плей-офф, а в 2000 «Пармалат» прекратил сотрудничество с клубом, что привело к роспуску команды.

## Арена
Домашние матчи команда проводила во дворце спорта «PalaSassi». Вместимость — 2000 зрителей. В настоящее время служит домашней ареной мужских баскетбольной и волейбольной команд, выступающих в чемпионатах Италии. В 2013 дворец назван в честь Сальваторе Баньяле, умершего годом ранее почётного президента волейбольного клуба «Матера». 